# Centrale nucléaire de Dresden
La centrale nucléaire de Dresden est située près de la ville de Morris dans le comté de Grundy de l'Illinois sur un terrain de 3,9 km².

## Description
Cette centrale a été la première centrale nucléaire construite aux États-Unis avec des fonds privés, après la centrale nucléaire de Vallecitos. 
Les trois réacteurs de Dresden sont des réacteurs à eau bouillante (REB) construits par General Electric :
- Dresden 1 : 210 MWe, mis en service en 1960, arrêté en 1978.
- Dresden 2 : 850 MWe, mis en service en 1970 pour 40 puis 60 ans (2029).
- Dresden 3 : 850 MWe, mis en service en 1971 pour 40 puis 60 ans (2031).

L'autorisation d'exploitation pour 20 ans supplémentaires a été renouvelée en octobre 2004 par la NRC (Nuclear Regulatory commission).

L'électricité produite par les tranches 2 et 3 permet de répondre aux besoins de la consommation de Chicago et du quart nord-est de l'État de l'Illinois. 

La centrale appartient à Exelon qui est aussi l'exploitant. 